# Нэпп, Флоренс
Флоренс Нэпп (англ. Florence Knapp; 10 октября 1873 — 11 января 1988) — американская долгожительница. Была старейшим живущим жителем планеты среди верифицированных с 27 декабря 1987 года до своей смерти.

## Биография
Флоренс родилась в Лансдейле, штат Пенсильвания, она жила на площади Монтгомери большую часть своей жизни.
Её семья была большой и многие её члены были долгожителями, её братья и сестры доживали до 80-90 лет, а одна сестра достигла возраста 108 лет.
Флоренс никогда не выходила замуж.

## Долголетие
К октябрю 1987 года, когда она была удостоена чести законодательного органа Пенсильвании, Флоренс была признана книгой рекордов Гиннесса как старейшая личность в Соединенных Штатах, а после смерти Анны Элизы Уильямс 27 декабря 1987 года Нэпп стала старейшим проверенным живым человеком. Имя Флоренс Нэпп, как старейшего живущего человека, так и не было включено в книгу рекордов, так как она умерла спустя всего 15 дней, до того, как её успели включить.
После её смерти случилась путаница и книга рекордов Гиннесса не могла определиться с преемником. Сначала преемником стали считать Орфу Нусбаум (август 1875 – март 1988 года), позже Бёрд Мэй Фогт (август 1876 – июль 1989), в ноябре 1988 года признали Кэрри Уайт, которая утверждала, что родилась в 1874, однако позже верификацию отозвали, а преемником стала знаменитая Жанна Кальман.